# Mísič - usazovák
Mísič – usazovák je průmyslové zařízení, které slouží ke kapalinové extrakci.

## Mísič
V míchací komoře mechanické lopatkové míchadlo rozptýlí (disperguje) přiváděnou kapalinu do druhé kapaliny. Při kontaktu kapaliny s rozpouštědlem dochází působením velkého vzájemného kontaktu fází k přenosu extrahované látky ze vstupní kapaliny do extraktu. Míchadlo, které je poháněno elektrickým motorem, slouží rovněž jako čerpací turbína, která nasává kapalné fáze z usazováků předchozích stupňů a přenáší je do následujícího usazováku.

## Usazovák
V usazovací komoře dochází ke gravitační separaci (oddělení) dvou kapalných fází prostřednictvím statické dekantace na základě rozdílu hustot (specifických hmotností). Přepážky v nádrži usnadňují koalescenci (spojování) kapek do dvou homogenních kapalných fází – lehké a těžké, a opouštějí komoru přepady lehké a těžké fáze, kdy vstupují do dalších stupňů. Výška přepadu těžké fáze je nastavitelná za účelem optimalizace fázového rozhraní těžké – lehké fáze v usazovací komoře.

## Průmyslové použití

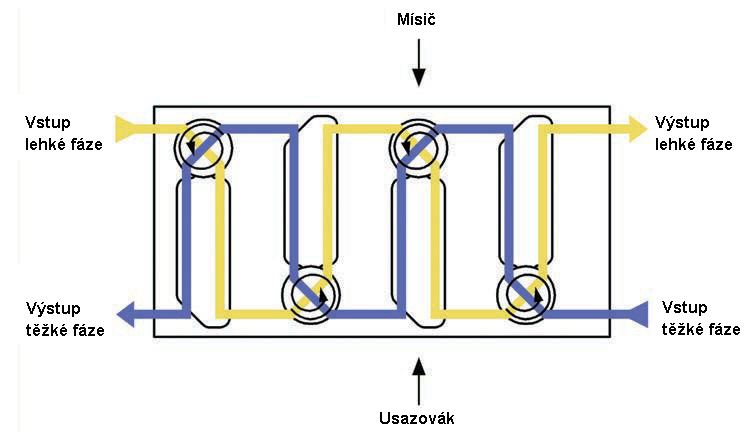
Baterie mísičů - usazováků

Pro zvýšení účinnosti extrakce se mísiče – usazováky zapojují protiproudně do vícestupňového uspořádání, takzvaných protiproudně zapojených baterií. Jedna sestava mísiče – usazováku (baterie) se rovná jednomu teoretickému stupni extrakce.